# The Annoying Orange
The Annoying Orange (que l'on peut traduire par « l'Orange agaçante ») est une web-série humoristique américaine créée en 2009, conçue, développée et réalisée par Dane Boedigheimer (en) et diffusée sur YouTube.
La série raconte l'histoire d'une orange parlante et facétieuse (nommée Orange), posée dans une cuisine. Orange a le don d'énerver rapidement les autres fruits de la cuisine, notamment grâce son rire emblématique, ses blagues et calembours de mauvais goût et ses onomatopées.
Depuis 2009, The Annoying Orange est un véritable phénomène : la simple web-série est passée à une production de jouets, de T-shirts, d'une série télévisée financée par Cartoon Network, d'un jeu vidéo, etc.

## Synopsis
La série met en scène comme personnage principal une orange (nommée Orange) se trouvant dans une cuisine. Accompagnée d'autres fruits, ceux-ci passent leur temps à discuter.
La plupart du temps, Orange prend un malin plaisir à agacer les autres fruits (ses amis fruits ou d'autres qui arrivent dans la cuisine), mais aussi des légumes ou d'autres éléments de la pièce. Il lui arrive aussi de vivre de grandes aventures au dehors, même si, la plupart du temps Orange reste dans la cuisine.
En général, un des partenaires d'Orange, après avoir été la cible de ses sarcasmes et ses blagues vaseuses durant tout l'épisode se fait découper à la fin par Knife (le couteau de cuisine), la victime de Knife ne comprenant généralement pas l'avertissement d'Orange (qui la prévient en disant : « Knife ! ») qu'elle va être tranchée.

## Personnages principaux
- Orange :

C'est le personnage principal, une orange. Il a le don d'être très énervant, d'où le titre de la série. Il adore parler sans arrêt, faire des jeux de mots et des calembours stupides, chanter de sa voix criarde ou faire des onomatopées, tirer la langue de façon comique, cracher des pépins d'orange sur ses camarades, etc.
- Pear :

Pear est une poire. C'est un ami d'Orange, même s'ils leur arrive de se disputer. Il apparaît dans le premier épisode sorti le 9 octobre 2009. Pear déteste les blagues de Orange et parfois est très sérieux.
- Passion Fruit :

Passion Fruit est un fruit de la passion. C'est le premier personnage féminin de la série (apparu dans l'épisode « Passion of the fruit »). Il lui arrive souvent de gronder les autres personnages. Orange a le béguin pour elle et orange contredit absolument le public croyant a que orange est amoureux de passion fruit.
- Little Apple :

Little Apple (anciennement Midget Apple) est une petite pomme, ami d'Orange, Pear, Passion Fruit, mais surtout de Marshmallow. Il déteste se faire appeler « Midget » (« nain ») et reprend les autres à chaque fois.
- Marshmallow :

Marshmallow est un morceau de guimauve, ami d'Orange. Il est heureux en permanence et explose littéralement s'il est trop content ou s'il s'énerve. Personne ne sait si Marshmallow est une fille ou un garçon, et il/elle change de sujet à chaque fois qu'on lui pose la question. Marshmallow adore les licornes et les animaux gentils.
- Grapefruit :

Grapefruit est un pamplemousse. C'est l'ennemi d'Orange et des autres fruits de la cuisine, bien qu'il y vive aussi. Il a le béguin pour Passion Fruit, tout comme Orange. Tué par Knife, il a été ressuscité lors de l'épisode Frankenfruit.
- Grandpa Lemon :

Grandpa Lemon est un vieux citron qui souffre de pertes de mémoire et s'endort souvent lorsqu'il parle. C'est un grand adepte de motocyclette. Tué par Knife, tout comme Grapefruit, il a été ressuscité lors de l'épisode Frankenfruit.
- Knife :

Knife est un couteau de cuisine. Principal « méchant » de la série, le couteau a peur de lui-même, puisqu'il amène la mort. Il s'entend très bien avec Orange. Il a par contre une peur bleue de l'aiguiseur de couteaux.
D'autres personnages apparaissent dans certains épisodes, que se soient d'autres aliments ou des objets.
Depuis la deuxième saison, The Annoying Orange s'attaque aux parodies de jeux vidéo (Super Mario World, Angry Birds, Plantes contre Zombies, Mortal Kombat, Slender: The Eight Pages, Pong, Duck Hunt, Minecraft, Donkey Kong, Among Us), de films (Saw, Saw 2, Iron Man 3, Man of Steel, Moi, moche et méchant 2), de clips musicaux (Get Lucky, Party Rock Anthem ou Gangnam Style), et même de vidéos virales postées sur YouTube.

## Production

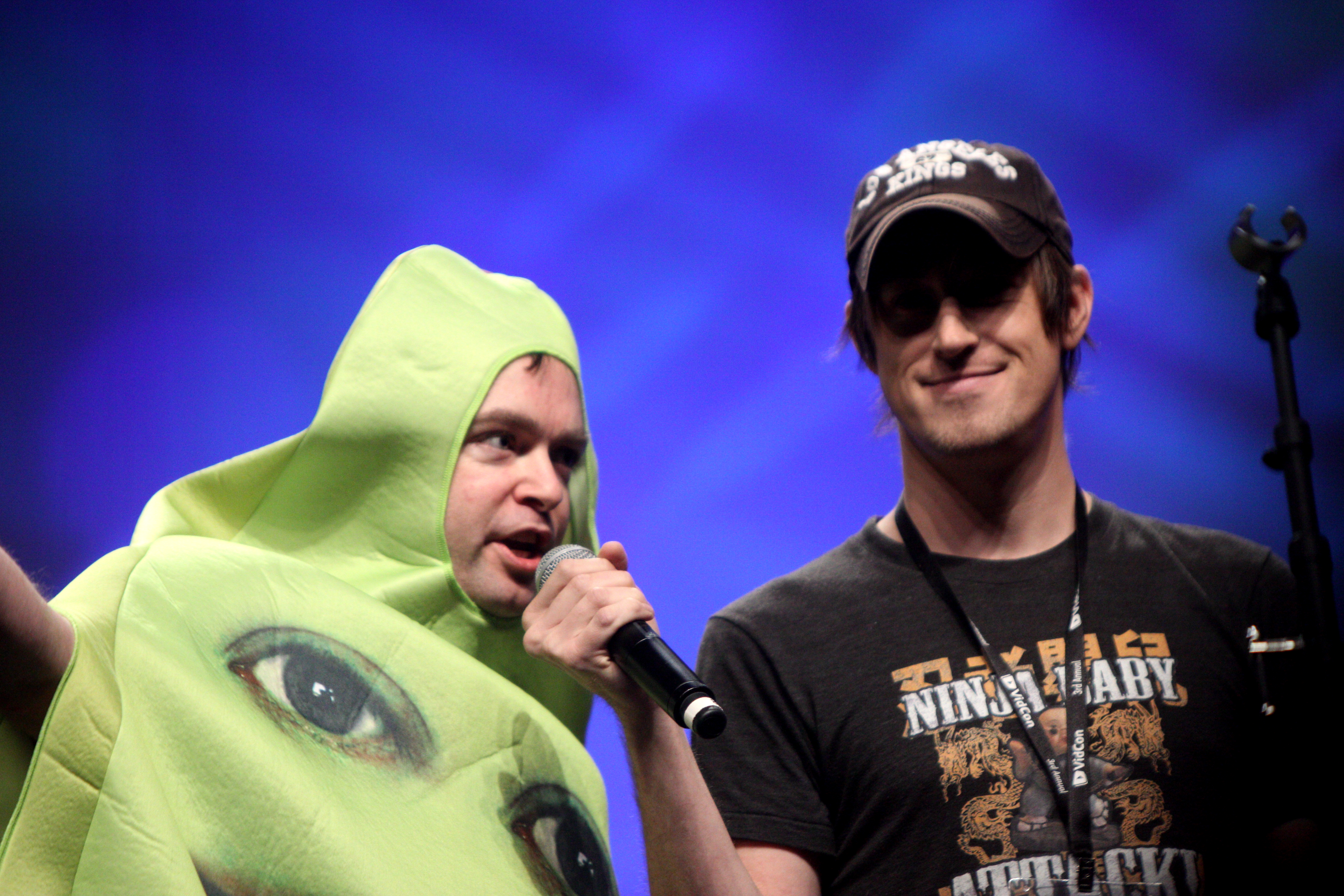
(à droite), le créateur de la série, avec son frère Luke à la VidCon 2012 à Anaheim, Californie.

Le créateur de la série, Dane Boedigheimer (en), crée son compte YouTube le 24 mars 2006.[réf. souhaitée] Il postait des vidéos, mais Screaming Eggs est sa première d'objets qui parlent.[réf. souhaitée]
Il a eu l'idée de l'« Annoying Orange » une nuit en 2009 alors qu'il était couché dans son lit. Il a commencé à penser à un morceau de fruit qui pourrait parler et a éclaté de rire. Son chien, Cuddles, le regardait comme s'il était fou, « mais je ne pouvais pas le sortir de ma tête », avouera-t-il dans une interview.
À partir de 2009, les amis de Boedigheimer, Spencer Grove et Robert Jennings (« Bobjenz »), co-développent et co-réalisent la série The Annoying Orange. À l'origine, Boedigheimer ne comptait réaliser qu'un seul épisode mais la popularité du programme l'encouragea à créer plusieurs saisons. Le premier épisode a franchi le cap de 100 millions de vues, une audience énorme sur YouTube (en octobre 2019, dix ans après sa mise en ligne, la vidéo a dépassé les 210 millions de vues).
Boedigheimer assure 50 % des voix de la série, l'autre moitié étant réalisée très souvent par Robert Jennings (alias « BobJenz »), Aaron Massey et Kevin Brueck, de bons amis de Boedigheimer, mais aussi par des célébrités de YouTube : Toby Turner (en) (Tobuscus), KassemG (en), iJustine, Smosh, Ray William Johnson, ZackScott, Shay Carl (en), Joe Penna (« MysteryGuitarMan »), Fred Figglehorn (en) (« FЯED »), etc.

## Série télévisée
| Pays / région | Date de début    | Réseau          |
| ------------- | ---------------- | --------------- |
| États-Unis    | 28 mai 2012      | Cartoon Network |
| Australie     | 15 juillet 2013  | Cartoon Network |
| Canada        | 5 septembre 2013 | Teletoon        |
| Brésil        | 9 septembre 2013 | Cartoon Network |
| Royaume-Uni   | 7 septembre 2015 | Pop Max, MTV    |
| Malaisie      | 30 novembre 2013 | Cartoon Network |
| Israël        | Décembre 2013    | Comedy Central  |
| Angleterre    | 2 janvier 2018   | MTV             |
| Pologne       | 2 janvier 2018   | MTV             |
| Thaïlande     | à venir          | Disney XD       |

## Annoying Orange Gaming
Annoying Orange Gaming est l'une des chaînes YouTube secondaires de The Annoying Orange, ouverte en 2013.{{https://youtube.com/AOGaming}} Elle est consacrée aux jeux vidéo.

## Séries dérivées
Les séries dérivées de The Annoying Orange sont les suivantes :
- The Misfortune of Being Ned (2 saisons)
- Ask Orange!
- BUTTMAN! (3 saisons), web-séries sur le jeu Grand Theft Auto V et Roblox (possible)
- The High Fructose Adventure of Annoying Orange (2 saisons), diffusé uniquement sur Cartoon Network.
- The Juice
- Foodsplosion ; contient aussi un épisode en réalité virtuelle.
- HOW2
- Emoji Rap, web-série contient uniquement du rap sur les émojis, qui est disponible sur Spotify et iTunes.